# Zséda díjainak listája
A magyar énekesnő Zséda, összesen tizenhét nagyobb magyar zenés díjat szerzett eddigi pályafutása során.

## Fonogram díj
Lásd még: Fonogram díj
| Év   | Kategória                              | Címzett                 | Eredmény |
| ---- | -------------------------------------- | ----------------------- | -------- |
| 2004 | Az év popalbuma                        | Zséda-Vue               | Elnyerte |
| 2009 | Az év hazai klasszikus pop-rock albuma | Rouge                   | Elnyerte |
| 2009 | Az év hazai dala                       | "Fekete Rúzs"           | Jelölve  |
| 2010 | Az év hazai dala                       | "És megindul a Föld..." | Jelölve  |

## VIVA Comet
Lásd még: VIVA Comet
| Év   | Kategória          | Címzett                 | Eredmény |
| ---- | ------------------ | ----------------------- | -------- |
| 2005 | Legjobb női előadó | Zséda                   | Elnyerte |
| 2005 | Legjobb videóklip  | "Motel"                 | Jelölve  |
| 2009 | Legjobb női előadó | Zséda                   | Jelölve  |
| 2009 | Legjobb videóklip  | "És megindul a Föld..." | Jelölve  |
| 2009 | Legjobb videóklip  | "Fekete Rúzs"           | Jelölve  |
| 2010 | Legjobb videóklip  | "Ajtók mögött"          | Jelölve  |

## BRAVO OTTO díj
| Év   | Kategória                     | Címzett                 | Eredmény |
| ---- | ----------------------------- | ----------------------- | -------- |
| 2009 | A legjobb magyar női előadó   | Zséda                   | Jelölve  |
| 2009 | A legjobb magyar klip         | "És megindul a Föld..." | Jelölve  |
| 2009 | A legjobb magyar album        | Rouge                   | Jelölve  |
| 2009 | West End City Center Különdíj | Zséda                   | Elnyerte |

## Glamour Women of the Year
Lásd még: Glamour Women of the Year
| Év   | Kategória        | Címzett | Eredmény |
| ---- | ---------------- | ------- | -------- |
| 2009 | Az év énekesnője | Zséda   | Elnyerte |
| 2010 | Az év énekesnője | Zséda   | Elnyerte |

## Egyéb díjak
- EMeRTon-díj (év énekese)
- Új Korosztály Művészeti díj
- Popcorn magazin - Az Év Énekesnője díj
- Európai Arany művész díj
- Sikeres Nők Magazin Talentum díja
- Artisjus-díj (2004)
- Jakab líra (2004)
- Jetix Kids Awards
- Te vagy a legjobb Cosmo díj - Az év énekesnője 2007
- Találkozások magazin - Év Női Sztárja
- Szenes Iván művészeti-díj (2015)